# Katsuaki Endo
Katsuaki Endo (jap. 遠藤功章 Endo Katsuaki; ur. 13 lutego 1997) – japoński zapaśnik walczący w stylu klasycznym. Zajął piętnaste miejsce na mistrzostwach świata w 2018 roku. 
Wygrał igrzyska azjatyckie w 2022. Brązowy medalista mistrzostw Azji w 2022 i 2025. 
Mistrz świata U-23 w 2018 roku.